# Jenna Burkert
Jenna Rose Burkert (ur. 9 maja 1993) – amerykańska zapaśniczka walcząca w stylu wolnym. Brązowa medalistka mistrzostw świata w 2021. Wicemistrzyni igrzysk panamerykańskich w 2019. Czwarta w Pucharze Świata w 2022. Mistrzyni panamerykańska kadetów w 2008 roku.
Zawodniczka Marquette Senior High School z Marquette i Longwood Central School District z Brookhaven, a potem Northern Michigan University, University of Colorado z Colorado Springs, a następnie US Army. Uczestniczka U.S. Army World Class Athlete Program.